# Guillermo Endara Galimany
Guillermo David Endara Galimany (Cidade do Panamá, 12 de maio de 1936 - Ibidem, 28 de setembro de 2009) foi um jurisconsulto, professor de direito e político, foi presidente do Panamá de 20 de dezembro de 1989 até 1 de setembro de 1994.

## Vida
Com ascendentes equatorianos por parte do pai e catalães por parte da mãe, é filho de Guillermo Endara Paniza, pioneiro da radiodifusão panamenha e empresário. Guillermo recebeu a educação primária no Colégio Miramar, da Cidade do Panamá, e posteriormente no Colégio La Salle, em Buenos Aires, quando sua família emigrou temporariamente por motivo do golpe de estado de 1941. Teve sua educação secundária nos Estados Unidos, no Black-Foxe Military Institute, da Califórnia.

## Carreira Presidencial
Em 1961, Endara figurou entre os militantes fundadores do Partido Panameñista (PaPa). Desde os anos trinta, o panameñismo tinha dado lugar sucessivamente ao Partido Nacionalista Revolucionário (PNR) e ao Partido Revolucionário Autêntico (PRA), os predecessores do Partido Panameñista. Nas eleições de 10 de maio de 1964, que colocaram na presidência da república o liberal Marco Aurelio Robles Méndez, Endara ficou na suplência como deputado, ainda que depois solicitou e obteve a anulação de suas credenciais como legislador eleito, em protesto pela fraude do que tinham sido objeto outros colegas de lista do PaPa.
Quando seu partido chegou ao poder quatro anos depois, Endara foi indicado diretor geral de Planejamento e Política Econômica, cargo que ocupou por apenas dez dias. Após o golpe de Estado militar, Endara integrou a lista de perseguidos políticos da ditadura, vendo-se obrigado a operar na clandestinidade. A partir de 1969 começou uma etapa de constantes exílios: primeiro na Zona do Canal do Panamá, na casa de uma tia sua que estava casada com um coronel médico do exército norte-americano, posteriormente na Guatemala e finalmente em Miami, após ser preso pela polícia política de Omar Torrijos.
Quando terminou a ditadura, Endara ocupou em 1979 a subsecretaria Geral do PaPa. Em 1982 representou o partido na comissão revisora da constituição, e em 1981, na Convenção Nacional que constituiu o PPA, celebrada a 14 de agosto daquele ano em Penonomé, província de Coclé, foi eleito subsecretário geral do partido.
O PPA participou das eleições gerais de 6 de maio de 1984, as primeiras eleições democráticas em 16 anos, no seio da Aliança Democrática de Oposição (ADO), também integrada pelo Partido Democrata Cristão (PDC) e o Movimento Liberal Republicano Nacionalista (MOLIRENA). As eleições foram vencidas pela União Nacional Democrática (UNADE), encabeçada pelo Partido Revolucionário Democrático (PRD) fundado pelo falecido Torrijos. O novo presidente foi Nicolás Ardito Barletta.
Endara foi eleito presidente em maio de 1989 mediante uma coligação denominada Aliança de Partidos Políticos de Oposição (ADOC) com 62,5% dos votos, contra 24,9% do candidato do Partido Revolucionário Democrático (PRD) que estava amparado pelo ditador Manuel Noriega. Noriega se negou a reconhecer sua derrota, e mandou a reprimir Endara e o primeiro vice-presidente eleito, Guillermo Ford quando estes desfilavam numa caravana proclamando seu triunfo. Isto foi uma das causas alegadas pelos Estados Unidos para a invasão do Panamá, em dezembro de 1989. Foi empossado como presidente da república a 20 de dezembro de 1989.
Em 1990, foi um dos fundadores do Partido Arnulfista, porém dele se distanciou anos depois, por diferenças de opinião com a Presidente do Partido, Mireya Moscoso.
Durante seu governo melhorou a situação econômica do país, já que em 1990 o produto interno bruto caiu -7,5% devido à crise econômica que deixou a ditadura militar. Em 1992 o PIB cresceu 8%. Também restabeleceu as instituições democráticas, impulsionou a reforma constitucional que criou a Autoridade do Canal do Panamá e criou a Autoridade da Região Interoceânica
Em 1994, sucedeu-lhe o Governo o Candidato do PRD, Ernesto Pérez Balladares.
Em 2004, disputou as eleições como candidato do Partido Solidariedade, obtendo 30,8% dos votos e ficando em segundo lugar, atrás de Martín Torrijos.

## Fim da carreira
Após as Eleições, separou-se do Partido Solidariedade e formou um novo partido político, Vanguardia Moral de la Pátria, com vários seguidores. Em 27 de junho de 2009 foi hospitalizado devido a uma insuficiência renal, falecendo em 28 de setembro.